# Éliane Vogel-Polsky
Éliane Vogel-Polsky (Gante, 5 de julio de 1926–Bruselas, 13 de noviembre de 2015), fue una abogada feminista belga.

## Biografía
Éliane Vogel-Polsky nació el 5 de julio de 1926 en Gante, Bélgica, en una familia de origen ruso. Sus padres, Jean Isthok Polsky y Nine Kisselew, emigraron a Bélgica después del fin de la Primera Guerra Mundial. La joven pareja trató de que sus dos hijas recibieran la mejor educación posible. Éliane fue al instituto  Lycée Émile Jacqmain pero su educación acabó siendo interrumpida por la Segunda Guerra Mundial. Las regulaciones antisemitas introducidas por las fuerzas alemanas de ocupación en Bélgica obligaron a Éliane a abandonar Jacqmain y continuar sus estudios en Lieja, con un nombre falso, en un instituto católico dirigido por las Hermanas Benedictinas de la Paz.
Vogel-Polsky se matriculó en la Universidad de San Luis Bruselas, en 1944 para realizar un grado preparatorio de derecho. El 7 de julio de 1950  se graduó consiguiendo un doctorado en derecho en Universidad Libre de Bruselas. Durante su doctorado conoció a Marie-Thérèse Cuvelliez y a Odette De Wynter. Su dilatada carrera se vio coronada por premios, títulos y reconocimientos internacionales. Fue, por ejemplo, la primera mujer en recibir el prestigioso Premio Janson para abogados jóvenes. En 1958 cursó una licenciatura en derecho social e internacional, obteniendo su licencia especial en derecho social en 1963, seguida del siguiente grado en 1965. 
Vogel-Polsky era una gran feminista. En 1966 apoyó la huelga en FN Herstal  y comenzó sus estudios feministas en 1968. Asimismo, impartió cuatro cursos sobre trabajo belga, seguridad social, derecho social internacional y derecho social comparado y derecho social europeo en 1975. En 1969 se incorporó a la Facultad de Derecho de la ULB y se convirtió en profesora en 1991. Su mayor logro fue el reconocimiento de la aplicabilidad directa del artículo 119 del Tratado de Roma, que estableció el derecho a la igualdad de remuneración para hombres y mujeres, también conocido con el sobrenombre de artículo de Éliane. 
Además, Vogel-Polsky fue abogada en el caso «Defrenne contra Sabena» sobre discriminación por edad. El primer llamamiento "Defrenne I" fue un fracaso, mientras que el siguiente "Defrenne II" fue todo un éxito. 
En 1992 obtuvo un doctorado honorario por su trayectoria docente gracias a la Universidad de Lérida en Cataluña. 
Vogel-Polsky se casó con el abogado André Albert Vogel y tuvieron 3 niños: Jean, Laurent y Alain. Entre ambos, constituyeron una compañía. Sin embargo, a menudo Éliane se sentía frustrada porque era excluida de algunas decisiones por el simple hecho de ser mujer.
Éliane Vogel-Polsky murió el 13 de diciembre de 2015, con 90 años.